# STS-9
STS-9 (aussi connue sous le nom de STS-41A) (Spacelab 1) est la 6e mission de la navette spatiale Columbia. Ce fut le dernier vol de Columbia avant STS-61-C en janvier 1986. C'est la première fois qu'un véhicule spatial met en orbite un équipage de six personnes. Première mission de la navette dont une partie des membres de l'équipage est non américain (un membre allemand).

## Équipage
- Commandant : John Watts Young (6)  États-Unis
- Pilote : Brewster H. Shaw (1)  États-Unis
- Spécialiste de mission 1 : Owen Garriott (2)  États-Unis
- Spécialiste de mission 2 : Robert A. Parker (1)  États-Unis
- Spécialiste de charge utile 1 : Byron K. Lichtenberg (1)  États-Unis
- Spécialiste de charge utile 2 : Ulf Merbold (1)  Allemagne de l'Ouest

Les numéros derrière les noms des astronautes indiquent leurs nombres de vols spatiaux STS-9 compris.

### Équipage de réserve
- Spécialiste de charge utile : Wubbo Ockels  Pays-Bas
- Spécialiste de charge utile : Michael Lampton (en)  États-Unis

## Paramètres de la mission
- Masse :
  - Navette au décollage : 112 318 kg
  - Navette à l'atterrissage : 99 800 kg
  - Chargement : 15 088 kg
- Périgée : 241 km
- Apogée : 254 km
- Inclinaison : 57°
- Période : 89,5 min

## Objectifs
Cette mission emmène le laboratoire européen Spacelab de l'ESA pour son premier vol. Il s'agit aussi de tester l'orbiteur Columbia pendant une durée de vol record de dix jours.

## Déroulement du vol
Pendant l'atterrissage, deux des trois groupes auxiliaires de puissance ont pris feu sans perte de contrôle des commandes hydrauliques.